# Ноттингем (остров)
Ноттингем  (англ. Nottingham Island) — остров Канадского Арктического архипелага. В настоящее время остров необитаем (2012).

## География
Остров расположен в западной части Гудзонова пролива на входе в Гудзонов залив. Является самым крупным в группе из трёх островов — Ноттингем, Солсбери и Милл, он же и самый южный в группе. Остров Солсбери находится на расстоянии 23 км к северо-востоку, Милл — на расстоянии 49 км к северу. В эту же группу входит много мелких островов, самым значительным из которых является Фрейзер возле острова Ноттингем.
Полуостров Унгава находится в 54 км к юго-востоку от острова, полуостров Фокс острова Баффинова Земля — в 88 км к северу, полуостров Белл крупного острова Саутгемптон — в 86 км к западу.
Площадь острова равна 1372 км², длина береговой линии составляет 274 км. Максимальная длина вдоль западного побережья с северо-запада на юго-восток составляет 49 км, максимальная ширина — 35 км. От невысокого западного берега ландшафт медленно повышается вглубь острова, образуя нагорье в центральной и восточной части острова. Нагорье состоит из небольших холмов с крутыми срезами в окружении озёр. Высота нагорья составляет 200—350 метров. Восточная часть нагорья резко обрывается в море, образуя крутые утёсы.

## История
Назван в честь английского города Генри Гудзоном в 1610 году. Метеорологическая станция построена на острове в 1884 году. В 1927 году построена взлетно-посадочная полоса в рамках программы по наблюдению за состоянием льдов в Гудзоновом заливе. Остров стал необитаемым в 1970 году, когда местные инуиты переселились в другие населённые пункты, в основном в Кейп-Дорсет на острове Баффинова Земля.